# Ajo (Cantabria)

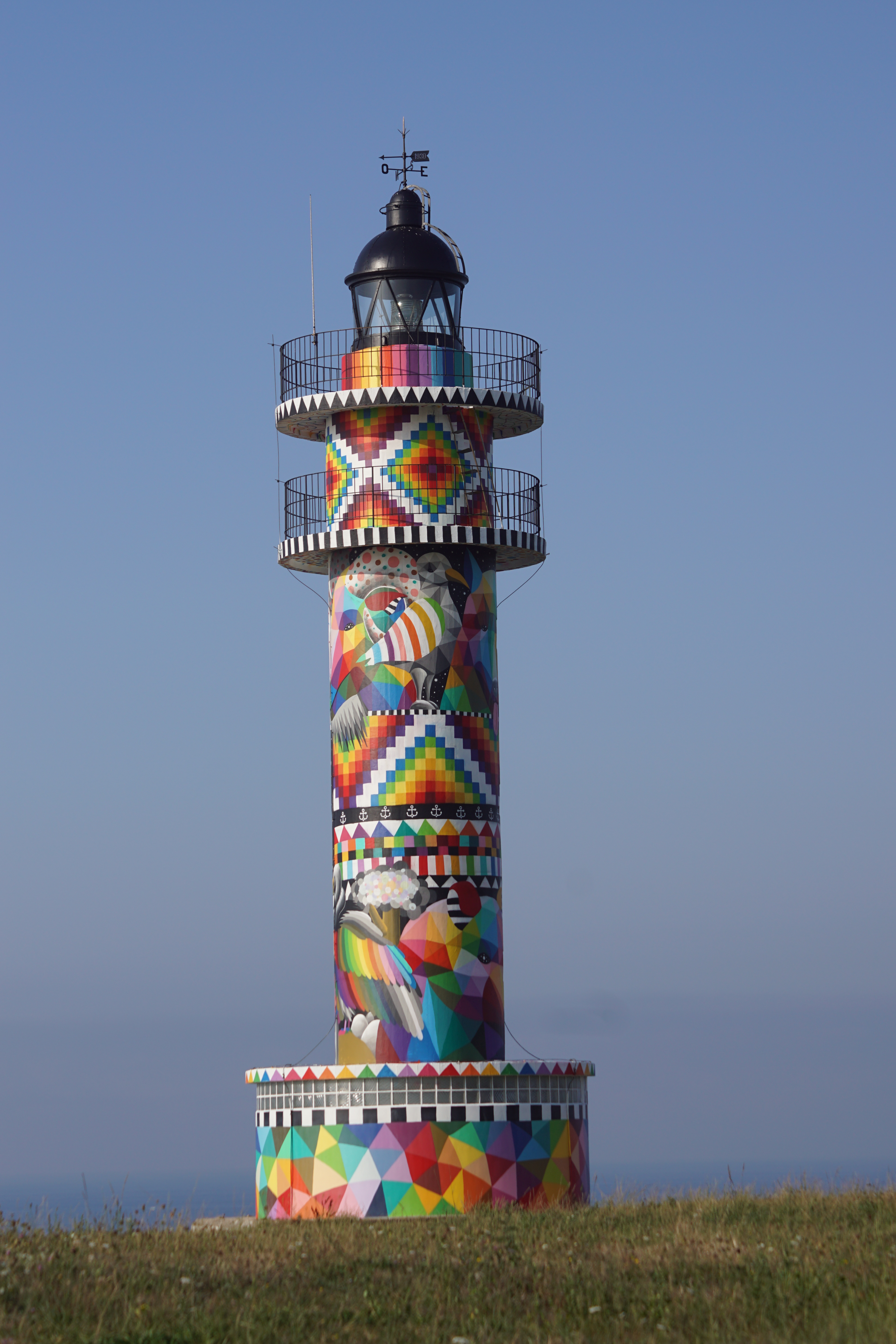

Ajo es la capital del municipio de Bareyo (Cantabria, España). La localidad está a una distancia de 29 kilómetros de Santander, y está ubicada a 46 metros sobre el nivel del mar. En el año 2008 Ajo contaba con 1.549 habitantes (INE).
Destaca del lugar su faro, situado en su accidentada costa del Cabo de Ajo, que es reconocida como una Zona de Especial Protección para las Aves.

## Historia
La primera referencia histórica escrita que tenemos de Ajo, (Asio), figura en el "Liber Testamentarum" de la Catedral de Oviedo, del año 923, en el cual el rey Ordoño II de León hace donación de la iglesia de San Juan de Asio.
La etimología popular sin ninguna base dice que el nombre proviene de la gran cantidad de este producto, (allium sativum), que consumían sus habitantes y que le daba a la localidad un olor característico.

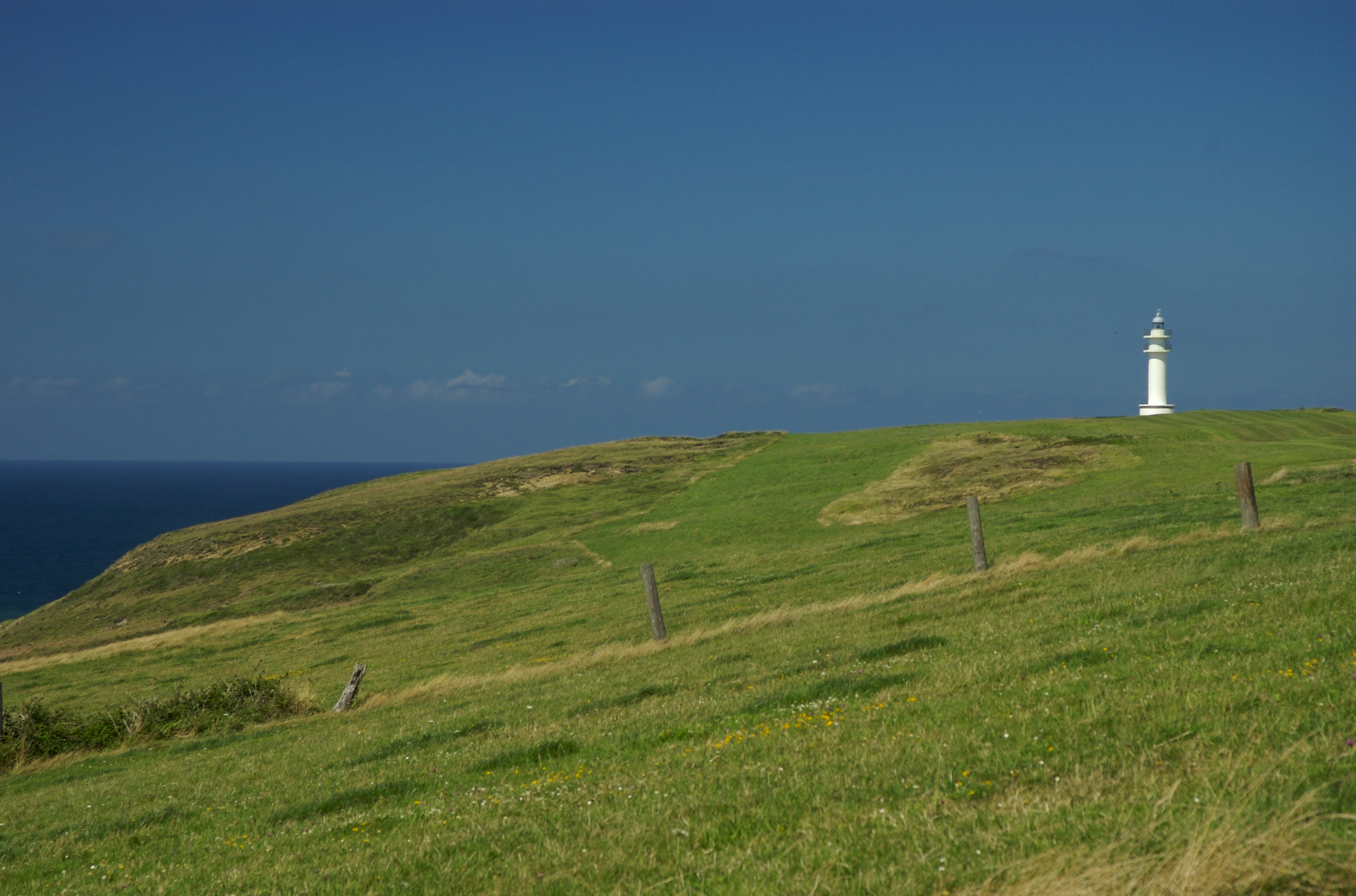
Faro de Ajo

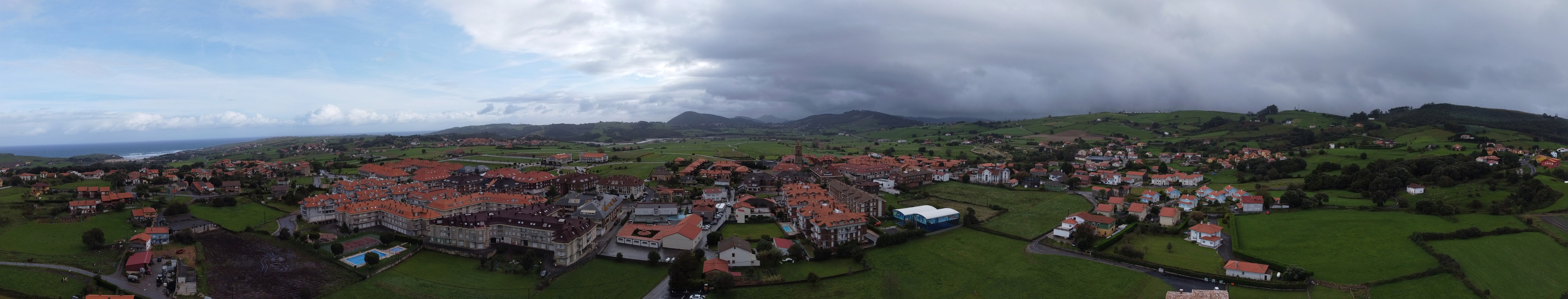
Vista panorámica del núcleo desde el oeste

## Arquitectura civil
En agosto de 2020, el artista santanderino Óscar "Okuda" San Miguel culminó su proyecto de darle al faro de Ajo un aspecto multicolor.